# Balong (Kunduran)
Balong is een bestuurslaag in het regentschap Blora van de provincie Midden-Java, Indonesië. Balong telt 1094 inwoners (volkstelling 2010).